# أوبورو أودينجا
أوبورو أودينجا (15 أكتوبر - 1943) (بالإنجليزية: Oburu Odinga)‏ هو عضو في مجلس الشيوخ الكيني. وهو مساعد وزير المالية السابق في حكومة الائتلاف الكبير عام 2008، وعضو سابق في الجمعية الوطنية. خريج كلية الاقتصاد والقانون بالجامعة الروسية لصداقة الشعوب سنة 1967.
أوبورو هو من عائلة أودينغا السياسية المعروفة، وشقيقه رايلا أودينجا. والده الراحل جاراموجي أوجينجا أودينغا السياسي البارز خلال فترة الاستقلال، وهو أول نائب للرئيس في كينيا. وكان نائبا منتخبا من دائرة بوندو الانتخابية.
منذ 11 ديسمبر 2017، تمت الموافقة على الدكتور أوبورو من قبل مجلس الشيوخ لتمثيل كينيا في الجمعية التشريعية لدول شرق أفريقيا، حيث حصل أوبورو على 48 صوتا.